# Мемориал Виктории (Индия)
Мемориа́л Викто́рии, расположенный в Калькутте — мемориал британской королевы Виктории, которая также носила титул императрицы Индии. В настоящее время используется как музей, являясь одной из туристических достопримечательностей Калькутты.
План мемориала был разработан сэром Уильямом Эмерсоном; сооружение походит на здание ратуши Белфаста. Здание должно было быть выдержано в стиле итальянского ренессанса, но архитектор ввёл в композицию некоторые восточные элементы.
Здание возводилось в период с 1906 по 1921 год. Вокруг ярко-белого мемориала расположено множество садов. Мемориал увенчан бронзовой статуей «Ангел Виктории».

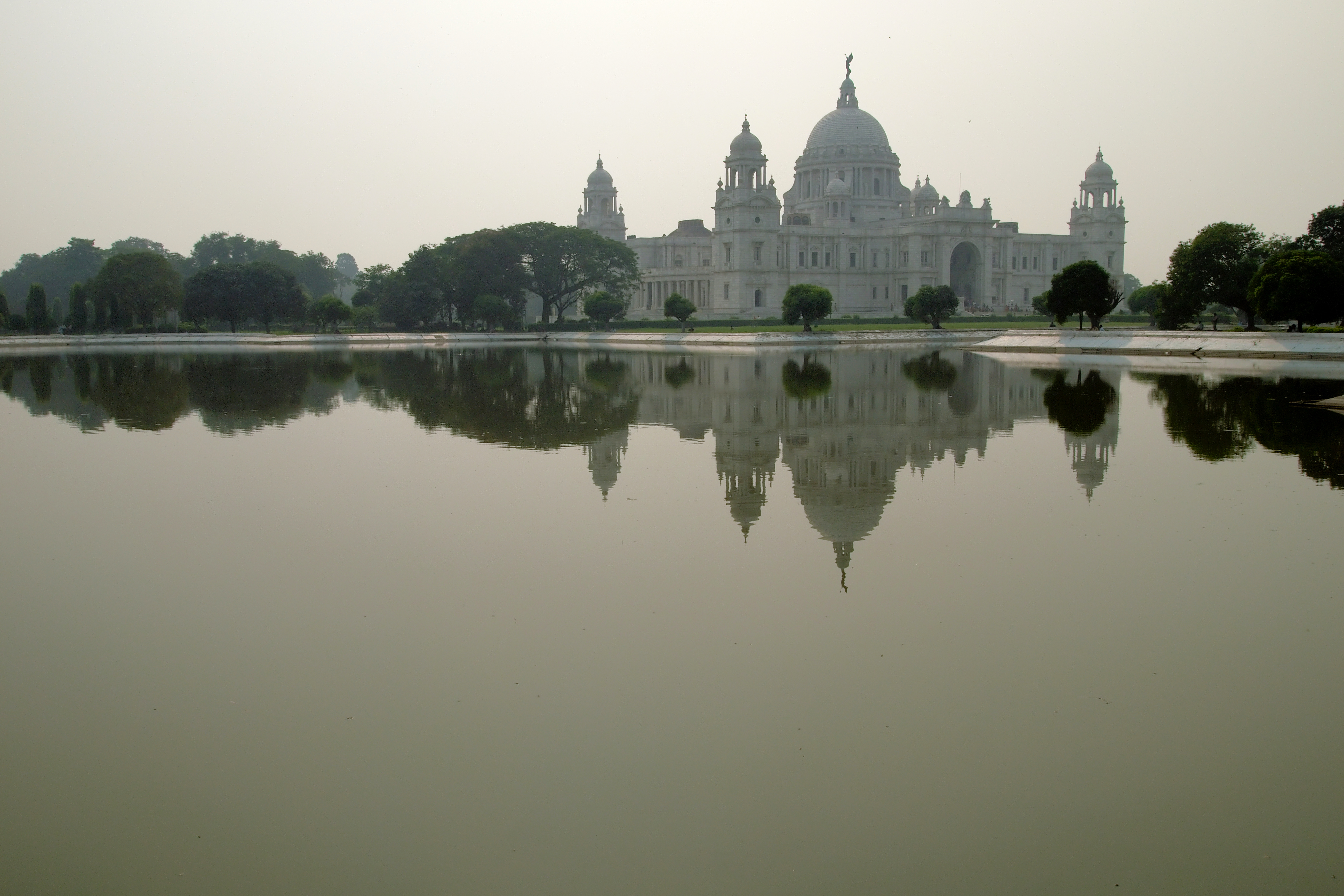
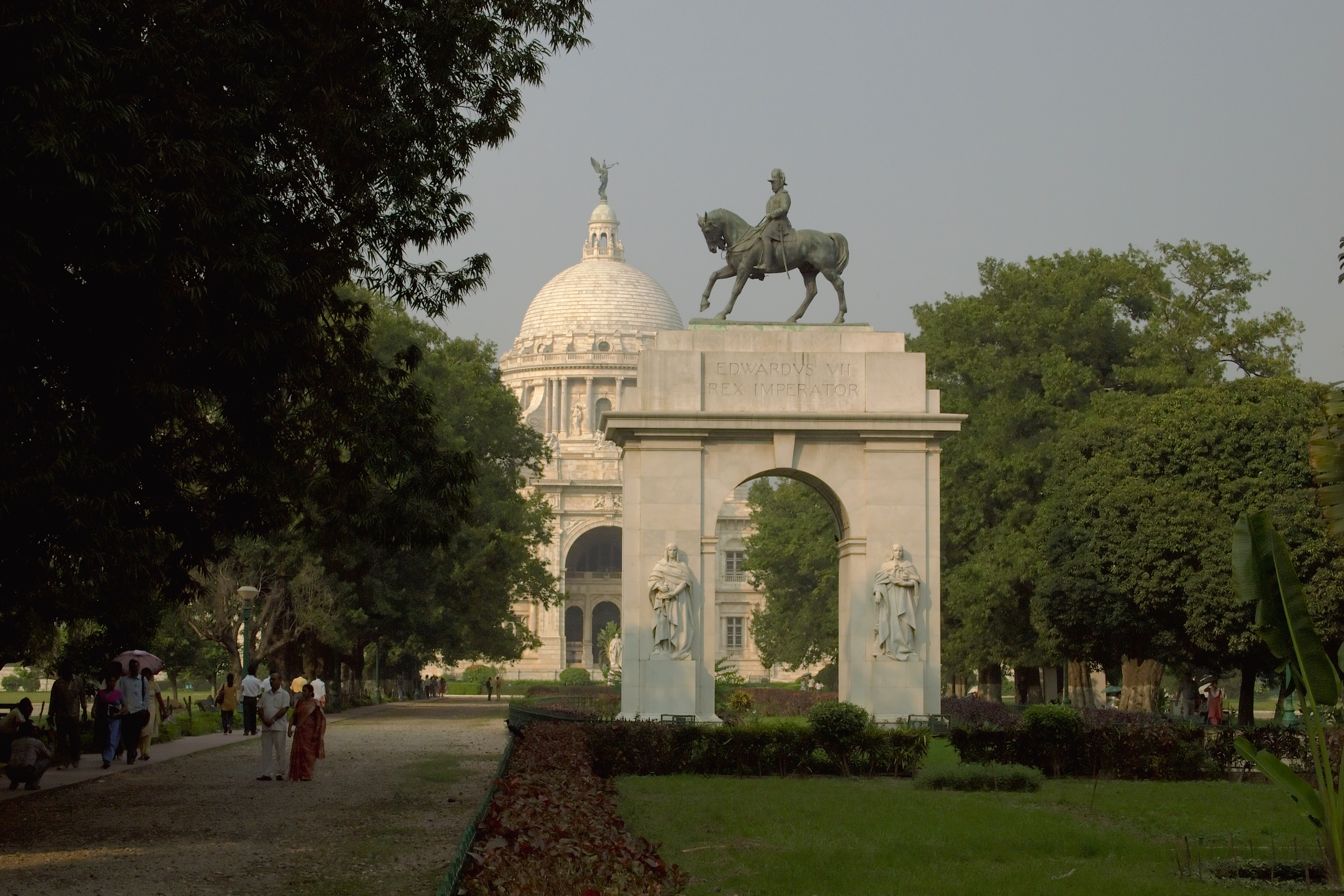
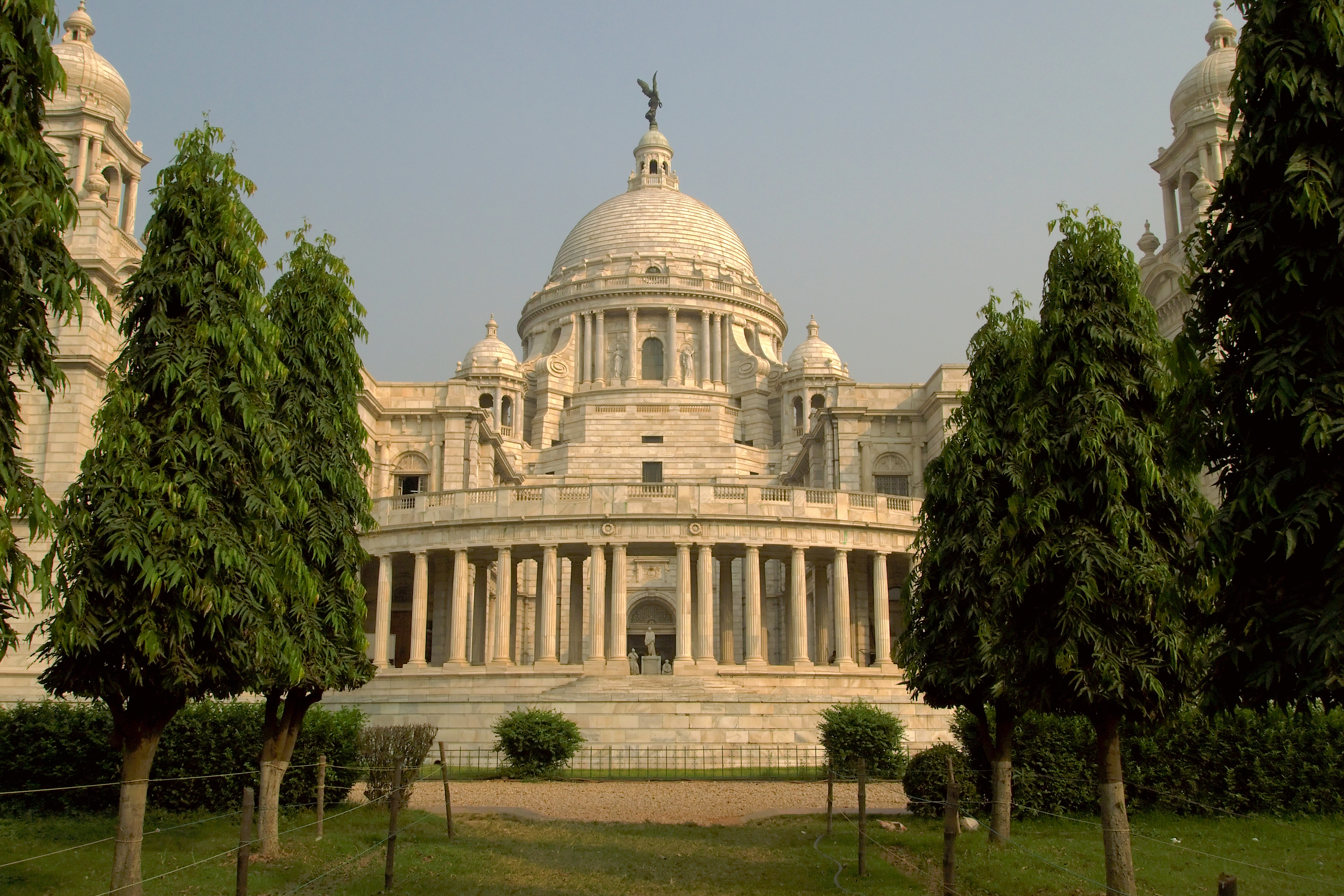

## Интересные факты
В одном из залов мемориала выставляется картина Василия Верещагина "Шествие слонов. Въезд принца Уэльского в Джайпур в 1876 году". Джайпурский махараджа Мадхо Сингх выкупил полотно у прежнего владельца, а в 1905 году подарил картину Мемориалу Виктории. Картина считается одним из самых больших полотен в мире, выполненных на одном холсте.